# Nati nel 1956/Senza giorno specificato
| Questa pagina contiene informazioni ricavate automaticamente dalle voci biografiche con l'ausilio del template Bio e di un bot. L'aggiornamento è periodico e automatico e ricostruisce completamente la pagina. Se manca una persona in questa lista, sei pregato di non aggiungerla, ma accertati piuttosto che la sua voce biografica contenga il template Bio e che i dati anagrafici siano correttamente compilati. Se il template Bio manca, inseriscilo tu stesso o, in alternativa, metti l'avviso {{tmp\|Bio}} che ne segnala la mancanza. Se i dati riportati sono sbagliati, correggi direttamente la voce biografica; le modifiche saranno visibili in questa lista entro pochi giorni. Per chiarimenti vedi il progetto biografie. La lista contiene solo le 237 persone che sono citate nell'enciclopedia e per le quali è stato implementato correttamente il template Bio. Pagina aggiornata al 18 ago 2025. |

- Mahmoud Abbas, calciatore keniota († 2017)
- Khatri Addouh, politico sahrawi
- Norah Al Faiz, politica saudita
- Alice Auma, politica ugandese († 2007)
- Paride Andreoli, politico sammarinese
- Kevin Annett, scrittore e antropologo canadese
- Viviana Antonini, conduttrice televisiva e showgirl italiana
- René Aubry, compositore francese
- Chitra Banerjee Divakaruni, scrittrice, poetessa e saggista indiana
- Eeben Barlow, militare sudafricano
- Gregg Barnes, costumista statunitense
- Filippo Barreca, mafioso italiano
- Ruedi Baur, designer francese
- Charles L. Bennett, astrofisico e insegnante statunitense
- Howard Benson, produttore discografico statunitense
- Willie Bester, scultore sudafricano
- Teresa Borsuk, architetta inglese
- Dianne Bos, fotografa canadese
- Marco Bosco, percussionista brasiliano
- Charles Bouchard, generale canadese
- Jonathan Bowen, informatico britannico
- Tullio Brigida, assassino italiano
- Chema Buceta, allenatore di pallacanestro spagnolo
- Mbongeni Buthelezi, pittore sudafricano
- Mestre Camisa, artista marziale brasiliano
- Arrigo Candela, serial killer italiano († 2007)
- David Card, economista canadese
- Leonardo Cazzaniga, serial killer italiano
- Tiziana Soudani, produttrice cinematografica svizzera († 2020)
- Henry Chesbrough, economista e scrittore statunitense
- No Kwang-chol, generale nordcoreano
- Donato Coco, designer italiano
- Thomas H. Cormen, informatico statunitense
- Sara Cortellazzo, critica cinematografica italiana
- Fulvio Creux, direttore di banda, compositore e ex militare italiano
- Peppino D'Agostino, chitarrista italiano
- Bina Daigeler, costumista tedesca
- Anushavan Danielyan, politico karabakho
- Amma Darko, scrittrice ghanese
- Monte Davidoff, informatico statunitense
- Sally Davies, pittrice e fotografa canadese
- Giuseppe Zuppone, polistrumentista, compositore e direttore d'orchestra italiano
- Joy De Vivre, cantante inglese
- Paolo Di Stefano, scrittore, giornalista e critico letterario italiano
- Dave Dictor, cantante e produttore discografico statunitense
- Mehmet Döğüşken, ex cestista turco
- Francesco Domingo, mafioso italiano
- Joël Mpah Dooh, artista camerunese
- Michel Dujon, sciatore alpino francese († 1975)
- Monika Eder, ex sciatrice alpina tedesca
- Jonathan Elias, compositore e produttore discografico statunitense
- Javier Espíndola, allenatore di pallacanestro uruguaiano († 2021)
- Lalla Essaydi, fotografa marocchina
- Gladys del Estal, attivista venezuelana († 1979)
- J. Michael Fay, ecologo e ambientalista statunitense
- Enrico Fazio, contrabbassista e compositore italiano
- Bruce Feirstein, sceneggiatore statunitense
- Claudio Rodríguez Fer, scrittore spagnolo
- Carlos Fiolhais, fisico e saggista portoghese
- Alan Fletcher, compositore e direttore artistico statunitense
- Antonio Florio, compositore, direttore d'orchestra e musicologo italiano
- Opetaia Foa'i, musicista samoano
- Rik Fox, bassista statunitense
- Marco Franco, giocatore di calcio a 5 italiano († 1995)
- Naoto Fukasawa, designer giapponese
- Antonio Fusi, dirigente sportivo e ex ciclista su strada italiano
- Enrico Gabrielli, giurista italiano
- Dario Galante, pianista italiano
- Maurizio Galimberti, fotografo italiano
- Luigi Galli, mafioso italiano
- Patrick Gallois, flautista francese
- Francesco Gattoni, fotografo italiano
- Frankie Gavin, violinista e flautista irlandese
- Pierangelo Ghezzi, astronomo italiano
- Gianni Giansanti, fotografo italiano († 2009)
- Mario Giorgi, scrittore, regista e blogger italiano
- Renato Giovannoli, scrittore italiano
- Jürgen Glas, ex nuotatore tedesco orientale
- Kay Goldsworthy, vescova anglicana australiana
- Laurentino Gomes, giornalista, scrittore e editore brasiliano
- José Ángel González Sainz, scrittore, traduttore e docente spagnolo
- Eli Gottlieb, scrittore statunitense
- Gu Cheng, poeta cinese († 1993)
- Tapfuma Gutsa, scultore zimbabwese
- Eduard Habicher, scultore italiano
- László Hadady, oboista ungherese
- Vanita Haining, ex sciatrice alpina canadese
- Andria Hall, ballerina britannica († 2025)
- Robert Harward, ammiraglio statunitense
- Olga Venecia Herrera Carbuccia, giudice dominicana
- Paul Hoffman, scrittore, biografo e divulgatore scientifico statunitense
- Robert Holmes, astronomo statunitense
- Thomas Homer-Dixon, politologo canadese
- Charlie Huhn, cantante e chitarrista statunitense
- Javed Iqbal, serial killer pakistano († 2001)
- Takashi Itô, regista e fotografo giapponese
- Barry Iverson, fotografo statunitense
- Derrick Jackson, ex cestista statunitense
- Douglas Jackson, scrittore scozzese
- Ramin Jahanbegloo, filosofo iraniano
- Karunesh, musicista tedesco
- Media Kashigar, scrittore, poeta e traduttore iraniano († 2017)
- Anton Kasipović, politico bosniaco
- Lal Khan, attivista e politologo pakistano († 2020)
- Cheikh El Avia Ould Mohamed Khouna, politico mauritano
- Laura Kipnis, sociologa, saggista e critica d'arte statunitense
- Ewald Kislinger, bizantinista austriaco
- Satoshi Kitamura, scrittore e illustratore giapponese
- Larry Klein, bassista e produttore discografico statunitense
- Holly Knight, compositrice, paroliera e cantante statunitense
- Ian Knight, storico britannico
- Eugene Koonin, biologo statunitense
- Leonard Kornoš, astronomo slovacco
- Moïse Koré, ex cestista e dirigente sportivo ivoriano
- Isabelle Krumacker, modella francese
- John Kulasalu, ex nuotatore australiano
- Atta Kwami, artista ghanese († 2021)
- Amy-Jill Levine, scrittrice e storica statunitense
- Pierre Lévy, filosofo francese
- Lorenzo Licalzi, scrittore italiano
- Piero Lissoni, architetto, designer e imprenditore italiano
- Liu Jiakun, architetto cinese
- Gaetano Lo Presti, mafioso italiano († 2008)
- Fabio Lombardo, direttore di coro e compositore italiano
- Paolo Lugli, ingegnere italiano
- Wolfgang Lücke, agronomo tedesco
- Gianfranco Maggiò, dirigente sportivo italiano
- Mišo Magušar, ex sciatore alpino sloveno
- Karen Maitland, scrittrice britannica
- Gaetano Mansi, fotografo italiano
- Massimo Manzi, batterista italiano
- Milvia Marigliano, attrice italiana
- Gianni Mastinu, cantautore italiano
- Paola Mastrocola, scrittrice, poetessa e drammaturga italiana
- Aidan Mathews, scrittore e poeta irlandese
- Friedrich Mayer, ex sciatore alpino austriaco
- Kevin McAleer, comico e attore irlandese
- Sean McGinley, attore irlandese
- Robert H. McNaught, astronomo scozzese
- Pilar Medina Canadell, modella spagnola
- Antonio Mellino, cuoco italiano
- Steven Mercurio, direttore d'orchestra e compositore statunitense
- Serge Meynard, regista e sceneggiatore francese
- Florence Miailhe, regista e animatrice francese
- Martin Millar, scrittore scozzese
- Roberta Miranda, cantante, compositrice e artista brasiliana
- Stan Moore, allenatore di hockey su ghiaccio e ex hockeista su ghiaccio statunitense
- Giordano Morganti, fotografo italiano
- Godelieve Mukasarasi, attivista ruandese
- Scholastique Mukasonga, scrittrice ruandese
- Siri Møling, ex sciatrice alpina norvegese
- Yuji Nakamura, astronomo giapponese
- Akira Natori, astronomo giapponese
- Cady Noland, scultrice statunitense
- Bert Nordberg, ingegnere e manager svedese
- Carlo Alberto Nucci, ingegnere elettrico italiano
- Markus Oehlen, artista tedesco
- Amir Or, poeta israeliano
- Kuniko Ozaki, giurista e giudice giapponese
- Chris Paling, scrittore e sceneggiatore britannico († 2024)
- Nikos Papagiannopoulos, poliziotto greco
- Tim Paterson, programmatore statunitense
- Giuseppe Patota, linguista, storico della letteratura e grammatico italiano
- Enrico Pau, regista italiano
- Vasile Pavăl, ingegnere e politico rumeno
- Joe Pearson, sceneggiatore e produttore televisivo statunitense
- Rob Pike, informatico e scrittore canadese
- Franca Pisani, pittrice, scultrice e artista italiana
- Alban Plörer, ex sciatore alpino austriaco
- Borja Prado, imprenditore spagnolo
- Ina Praetorius, teologa e economista svizzera
- Walter Prati, compositore italiano
- Karen Press, poetessa sudafricana
- Hans Purtscher, ex sciatore alpino austriaco
- Anthony Pym, filosofo e traduttore australiano
- Sven Quandt, dirigente sportivo tedesco
- Andrea Rea, serial killer italiano
- Billy Redden, attore statunitense
- Evi Renoth, ex sciatrice alpina tedesca
- Barbara Risman, sociologa e scrittrice statunitense
- David Rockwell, architetto e designer statunitense
- Domenico Flavio Ronzoni, scrittore italiano
- Maurizio Sabatini, scenografo e architetto italiano
- Chéri Samba, artista e pittore della Repubblica Democratica del Congo
- Habiba Sarabi, politica afghana
- Anette Schaumburg, ex sciatrice alpina norvegese
- Dervo Sejdić, attivista bosniaco
- Diane Seuss, poetessa statunitense
- Arja Sipola, cantante finlandese
- Antonio Soler, scrittore spagnolo
- Susan Solomon, chimica statunitense
- Božidar Stanišić, scrittore, poeta e traduttore bosniaco
- Jac van Steen, direttore d'orchestra olandese
- Franco Stelzer, scrittore e traduttore italiano
- Nicola Stilo, flautista e chitarrista italiano
- Rudolf Stingel, artista italiano
- Jean-Pierre Stroobants, giornalista belga
- Anthony Suau, fotografo statunitense
- Mola Sylla, cantante e musicista senegalese
- John Sylliåsen, ex sciatore alpino norvegese
- Nadia Tass, regista, produttrice cinematografica e attrice greca
- Edna Tepava, modella francese († 2024)
- Pierre Terblanche, designer sudafricano
- Demetri Terzopoulos, informatico greco
- Riccardo Tesi, compositore italiano
- Enrico Testa, italianista e poeta italiano
- Marco Tiburtini, regista, sceneggiatore e chitarrista italiano
- Kimberly Tomes, modella statunitense
- Barbarito Torres, musicista cubano
- Giancarlo Trombetti, compositore italiano
- Sal Velluto, fumettista italiano
- Tomé Vera Cruz, politico saotomense
- Giacomo Verde, artista e performance artist italiano († 2020)
- George R. Viscome, astronomo statunitense
- Nicola Vitale, poeta, saggista e pittore italiano
- Lisa Vroman, attrice teatrale e soprano statunitense
- Gordana Vukmirović, ex cestista jugoslava
- Anisa Wahab, attrice afghana († 2010)
- Gwynyth Walsh, attrice canadese
- Ben Watson, critico letterario e critico musicale britannico
- Christian Welschen, ex sciatore alpino svizzero
- Peter Henry Weston, botanico australiano
- Bill Willingham, fumettista, illustratore e scrittore statunitense
- Jack Womack, scrittore statunitense
- Gro Woxholth, ex sciatrice alpina norvegese
- Wu Wenguang, regista cinese
- Xu Xing, paleontologo, scrittore e regista cinese
- Habib Yammine, musicista, compositore e musicologo libanese
- Yung Ho Chang, architetto e designer cinese
- Leila Zerrougui, avvocata, diplomatica e docente algerina
- Ewald Zirbisegger, allenatore di sci alpino e ex sciatore alpino austriaco
- Saif al-Rahbi, poeta omanita
- Nayef bin Fawwaz Al Sha'lan, principe, diplomatico e criminale saudita
- Sa'ud bin Nayef Al Sa'ud, principe, imprenditore e diplomatico saudita
- Saif al-Islam bin Sa'ud Al Sa'ud, principe saudita
- Donatella della Porta, sociologa italiana
- Hans Maarten van den Brink, scrittore olandese